# 彩希エリナ
彩希 エリナ（さいき エリナ、1986年9月9日 - ）は日本のモデル、タレント。

## 来歴
3歳の頃よりクラシックピアノの英才教育を受ける。YAMAHA主催音楽コンクールでわずか7歳でフランツ・シューベルト(Franz Schubert)「即興曲Op.90-2<変ホ長調>」を演奏し社長賞を受賞。音楽関係者からはかなり注目される存在であり神童的な扱いを受けていた。生まれつき絶対音感を持っている。
17歳の頃、地元神戸にてスカウトされ芸能界入り。そのわずか１ヶ月後に韓国ドラマで女優デビュー。更に同時期、週刊ヤングジャンプでグラビアデビューを果たす。当時、彼女のデビューは地元のスポーツ紙などで大々的に取り上げられた。その後、様々な雑誌やバラエティー番組、ドラマなどに出演。女優、タレント業にとどまらず、ファッションブランドのモデルにも抜擢され、ハリウッドとのコラボレーションでは堂々たる姿でモデルを務め上げた。
その後の活躍が期待される中、ある日突然の活動停止を発表し、単身ヨーロッパに渡る。フランスのパリを拠点とし、現地のミュージシャンらと音楽活動を開始。ヨーロッパの大手レコード会社２社よりオファーを受ける。キャンピングカーに楽器と機材を積み、ギリシャなどで創作活動を行なっていた。
日本に帰国後は、再び国内での芸能活動を再開。ファッションブランドのモデルや化粧品のCM、舞台などに出演する他、Jリーグサッカーチーム「東京ヴェルディ1969」の公式クラブソングを演奏するバンドAlegriaを、SEX MACHINEGUNSのギターボーカルANCHANGらと結成し、ボーカルを務めた。
元ちとせのチャリティーコンサートにピアノ奏者として参加するなど、自身がボーカリスト以外の立場でライブに登場する場面もある。
2021年より自身がパーソナリティーを務めるラジオのレギュラー番組「彩希エリナのひめラジ〜自由奔放でなにが悪い〜」が始まり、本人の交友関係の広さからゲストが毎回豪華だと評判である。

## 人物
- 兵庫県芦屋市出身[1]
- AB型[1]
- 絶対音感、共感覚（シナスタジア）を持っている
- 潔癖症である[6]
- 楽器や日常生活での音が全て12音の音階に聴こえ、更に同じ「ド」の音でも数Hzの違いが聴き取れる。（絶対音感を持つ自身の耳に疑問を抱いた事がなく、高校の音楽教師に指摘されるまで周りの皆も自分と同じように全ての音がドレミで聴こえていると思っていた。）
- 見た目とのギャップで“実はお嬢様”としてメディアで紹介される事がしばしばある。（友人などからは芦屋が生んだ例外、や芦屋の突然変異といじられる事がある。）[7]
- 趣味は乗馬、芸術鑑賞、旅行、半身浴[1]
- 特技はスプレーアート[8]、料理、クラシックピアノ
- 好きな食べ物はライチ、スイカ、ラム肉、必要以上に顎を使う食べ物。[9]
- 嫌いな食べ物ははちみつ、歯触りを妨害する食べ物。[9]
- 資格はYAMAHAグレード6級、書道5段、英語技能検定2級、漢字検定準2級、乗馬ライセンス、ワープロ検定2級[1]
- 中学生の頃、音楽の教師から勧められて初めて書いた曲を作曲コンクールに提出し入賞する。[10]
- 1度左手首を骨折している。その際これでピアノの練習が休めると本人は喜んだ。[11]
- カンヌ国際映画祭にてマイケル・ジャクソンと会う約束をしていたが、本人が日本へ一時帰国中に彼が帰らぬ人となりその約束は果たされなかった。[12]
- 芸能活動の他にも、ネイルサロンのプロデュースやヘアーエクステンションのお店の立ち上げ、東京駅の丸の内で女性を綺麗にするメイクブースのプロデュースなどを行なっていた過去があり、現在もヘアメイクとして撮影現場に出向くこともある。[13]

## 主な主演作品

### 映画・ドラマ
- ヒヤマケンタロウの妊娠(2022年、Netflix)
- ウェディング・ハイ(2022年3月12日、松竹）
- 危険なビーナス(2020年10月、TBS)
- ルパンの娘(2020年10月、フジテレビ）
- MIU404(2022年6月、TBS)
- 仮面ライダーゼロワン(2019年9月1日、テレビ朝日）

### テレビ
- 上田ちゃんネル(2021年7月1日、7月15日、7月29日、テレビ朝日）
- キスマイ超BUSAIKU(2021年3月4日、フジテレビ）
- 中居くん決めて!(2019年6月24日、TBS)[14]
- 100TAINER(2019年9月18日、10月10日、中京テレビ）
- そして2度目の告白を（2019年9月21日、日本テレビ）
- 水曜日のダウンタウン（2018年8月22日、TBS）不思議ちゃん設定パターン枯渇してる説
- ゴッドタン(2018年7月28日、テレビ東京）ゲラ女王決定戦
- 夢なら醒めないで(2018年、TBS)
- 音楽チャンプ（2017年、テレビ朝日）
- TFC東京ファイトクラブVol.1〜元旦ボクシング祭り〜(2018年1月1日、AbemaTVAbemaTV)特攻服でリングアナウンサー
- TFC東京ファイトクラブVo.2〜ラスト亀田興毅〜(2018年5月5日、AbemaTV）
- 那須川天心vs亀田興毅(2019年6月22日、AbemaTV)リングサイドリポーター

### 舞台
- レ・ミゼラブル〜惨めなる人々〜エポニーヌ役(2020年8月25日〜8月30日）[15]

### ライブ
- 元ちとせチャリティーコンサート（ピアノ伴奏）
- TOKYO SAKE FESTIVEL2022（2022年10月5日）
- CLUB SARU 15th Anniversary Party2022(2022年7月31日）
- 関西コレクション「FASHION LEADERS real.3」(2015年12月29日）
- 野外フェス「泡パーAVALON BEACH」(2014年9月8日）
- 味の素スタジアム(2013年-)
- 国立競技場(2013-)
- Morph Tokyo(2013-)
- 氣志團武道館THE GIGS(2023年1月3日)映像出演

### 広告・CM
- ホワイトエッセンスCM「笑顔」編(2020年-)
- RevitaLash　イメージモデル
- ZESTグループ　CM

### ラジオ
- Music Power〜22時の女子会〜(2021年1月27日）ゲスト出演[16]
- Reika's room〜ディナーの後で〜(2021年2月20日、狛江FM）ゲスト出演
- megood island(2021年、狛江FM)ゲスト出演
- 彩希エリナのひめラジ〜自由奔放でなにが悪い〜(2021年4月5日-）レギュラー